# Потапов, Виктор Сергеевич
Виктор Сергеевич Потапов (род. 24 декабря 1948, лагерь для перемещённых лиц Мёнхенгоф, Германия) — митрофорный протоиерей Русской православной церкви заграницей, настоятель Иоанно-Предтеченского собора в Вашингтоне, автор многочисленных статьей на богословские, церковно-исторические и правозащитные темы. Член Совета Директоров Попечительского фонда о нуждах РПЦЗ.

## Биография
Родился 24 декабря 1948 года в Западной Германии в лагере для перемещенных лиц Мёнхенгоф в семье Сергея Михайловича Потапова и Прасковьи Ивановны (урождённой Голик). В 1951 года вместе с семьёй переехал в США.
Начальное и среднее образование получил в Кливленде. Поступил в Свято-Троицкую духовную семинарию в Джорданвилле, штат Нью-Йорк. Параллельно занимался в аспирантуре в Норвичском и Нью-Йоркском университетах.
1 января 1972 года митрополитом Восточно-Американским Филаретом (Вознесенским) был рукоположён в сан диакона и назначен в клир в Покровского прихода в городе Наяк, где прослужил до 1974 года.
В том же 1972 году окончил Свято-Троицкую духовную семинарию в Джорданвилле со степенью бакалавра богословия.
1 сентября 1974 года был рукоположён во священника митрополитом Филаретом (Вознесенским), после чего в течение трёх лет служил настоятелем небольшого Сретенского прихода в городе Стратфорде, штат Коннектикут, США.
В 1976 году вступил в основанный протопресвитером Александром Киселёвым межправославный «Комитет гонимых православных христиан», председатель Комитета (с 1978 года). Комитет собрал несколько десятков тысяч долларов, которые были переданы основанному Александром Солженицыным Русскому Общественному Фонду помощи политзаключенным и их семьям. Член редакционного совета журнала «Русское возрождение» (Нью-Йорк — Париж — Москва).
С 1976 года — редактор и ведущий передачи «Религия в нашей жизни» на радиостанции Голос Америки (выходила по воскресеньям в 19.20 моск. времени с 1976 по 1983 гг.,  вёл её поочерёдно с протоиереем Кириллом Фотиевым) 
В продолжение многих лет «холодной войны» организовывал в дни праздников  трансляцию из Вашингтонской церкви Иоанна Предтечи в СССР вечерни и Божественной Литургии.
С 1975 по 1991 год — ответственный редактор детского православного журнала "Трезвон", который являлся единственном подобным журналом в росскийской эмиграции.
С 1980 года — настоятель храма святого Иоанна Предтечи в Вашингтоне, округ Колумбия. Основатель фонда «Духовная литература для России» при приходе Иоанна Предтечи.
С 1981 по 2000 год — председатель межъюрисдикционной комиссии защиты гонимых православных христиан, основанной протопресвитером Александром Киселёвым. ответственный редактор (1978-1992) журнала на английском языке «The Orthodox Monitor». Выступал в разных городах США, Канады и Европы с докладами, посвящёнными защите прав верующих в СССР и Восточный Европе.
27 января 2005 года решением Архиерейского Синода определён членом Предсоборной комиссии по устройству и проведению IV Всезарубежного Собора., который состоялся в мае 2006 года. Являлся членом и ответственным работником пресс-службы Собора.
Решением состоявшегося 18-20 апреля 2007 года Архиерейского Синода РПЦЗ включён в состав официальной делегации, направленной на подписание Акта о каноническом общении, возглавляемой Митрополитом Лавром. Кроме того, 19 апреля 2007 года назначен председателем Попечительства о нуждах РПЦЗ.
1 июля 2009 года распоряжением Патриарха Московского и всея Руси Кирилла включён в состав Редакционного совета по написанию нового учебника «Основы православной культуры» под руководством протодиакона Андрея Кураева.
Летом 2011 года освобождён от должности исполнительного директора Попечительства о нуждах Русской Зарубежной Церкви. Покинув пост, продолжил служить в Фонде в качестве члена Совета Директоров.

## Награды
- Медаль Пушкина (11 июля 2021 года, Россия) — за большой вклад в сохранение и развитие духовно-нравственных и культурных традиций, многолетнюю плодотворную деятельность[10].

## Публикации
- «Служение, преображающее души»: Интервью с протоиереем Виктором Потаповым в преддверии 75-летия Иоанно-Предтеченского прихода в Вашингтоне//Роскульт - Журнал русскоязычной диаспоры в США
- Молчанием предаётся Бог. — М.; Суздаль, 1992;
  - «…Молчанием предаётся Бог» // Грани, 1992. — Вып. 166; 1993. — Вып. 167
- Во что мы веруем: путеводитель по храму. — Вашингтон : Собор св. Иоанна Предтечи, 1995. — 31 с.
- Жертва вечерняя: смысл и структура Всенощного Бдения. Ишим, 2000;
- Евангельские притчи. — Ишим, 2002.
- Евангелие есть жизнь в Боге // Журнал Московской патриархии. 2011. — № 10. — С.30-31

интервью
- протоиерей Виктор Потапов: «В историю это объединение, если оно произойдет, войдет как президентское объединение», май 2004
- В ожидании выбора // «Голос Америки» 21 января 2009
- Протоиерей Виктор Потапов: «Церковь должна требовать их освобождения или иного наказания» // Slon.ru, 02.08.2012